# Cho Yoon-sun
Pour les articles homonymes, voir Cho.
Cho Yoon-sun (조윤선) est une femme politique sud-coréenne née le 22 juillet 1966 à Séoul. 
Nommée ministre de la Culture du gouvernement de Park Geun-hye, elle est critiquée pour son train de vie jugé excessivement fastueux et également pour s’être adonnée à des activités de spéculations immobilières qui lui auraient rapportés plusieurs millions de dollars.  
Elle est impliquée dans le Scandale Choi Soon-sil et démissionne de ce poste le 21 janvier 2017. Elle est arrêtée pour avoir constitué une liste noire de 10 000 artistes « gauchisants » qui étaient alors privés de subventions gouvernementales et d’investissements privés et placés sous la surveillance des autorités.